# Lucy Komisar
Lucy Komisar est une journaliste d'investigation américaine basée à New York. 

## Biographie
Lucy Komisar a été vice-présidente nationale de l'Organisation nationale pour les femmes en 1970-1971. 
Elle a écrit sur le réseau stay-behind Gladio, un réseau paramilitaire clandestin dirigé par l'OTAN qui visait à préparer les conditions d'une guérilla efficace en cas d'invasion soviétique pendant la guerre froide, mais qui est également soupçonné d'avoir participé à des attentats terroristes false flag en Italie lors de la stratégie de la tension. Elle a aussi présenté en anglais le livre Révélation$ de Denis Robert et Ernest Backes et écrit plusieurs articles au sujet de l'Affaire Clearstream 1.

## Essais
- Down and Out in the USA: A History of Public Welfare, Franklin Watts NY, 1973 et 1977  (ISBN 9780531026472)
- Corazon Aquino: The Story of a Revolution, George Braziller, 1987